# Gonisomenahalli, Belur
Gonisomenahalli là một làng thuộc tehsil Belur, huyện Hassan, bang Karnataka, Ấn Độ.